# Liste der Biografien/Walo
Liste der Biografien |
Portal Biografien |
Personensuche
# |
A |
B |
C |
D |
E |
F |
G |
H |
I |
J |
K |
L |
M |
N |
O |
P |
Q |
R |
S |
T |
U |
V |
W |
X |
Y |
Z |
?
 
Wa |
Wc |
Wd |
We |
Wh |
Wi |
Wj |
Wl |
Wn |
Wo |
Wr |
Ws |
Wt |
Wu |
Ww |
Wy |
Wz
 
Waa |
Wab |
Wac |
Wad |
Wae |
Waf |
Wag |
Wah |
Wai |
Waj |
Wak |
Wal |
Wam |
Wan |
Wao |
Wap |
Waq |
War |
Was |
Wat |
Wau |
Wav |
Waw |
Wax |
Way |
Waz
 
Wala |
Walb |
Walc |
Wald |
Wale |
Walf |
Walg |
Walh |
Wali |
Walj |
Walk |
Wall |
Walm |
Waln |
Walo |
Walp |
Walq |
Walr |
Wals |
Walt |
Walu |
Walw |
Waly |
Walz
Die Liste der Biografien führt alle Personen auf, die in der deutschsprachigen Wikipedia einen Artikel haben. Dieses ist eine Teilliste mit 11 Einträgen von Personen, deren Namen mit den Buchstaben „Walo“ beginnt.

## Walo
- Walo († 1024), Abt von Corvey
- Walo II. von Chaumont-en-Vexin (1060–1098), Vicomte von Chaumont-en-Vexin
- Walo II. von Veckenstedt († 1126), Herr von Veckenstedt

### Walor
- Walorski, Jackie (1963–2022), US-amerikanische PolitikerinJackie Walorski (1963–2022)

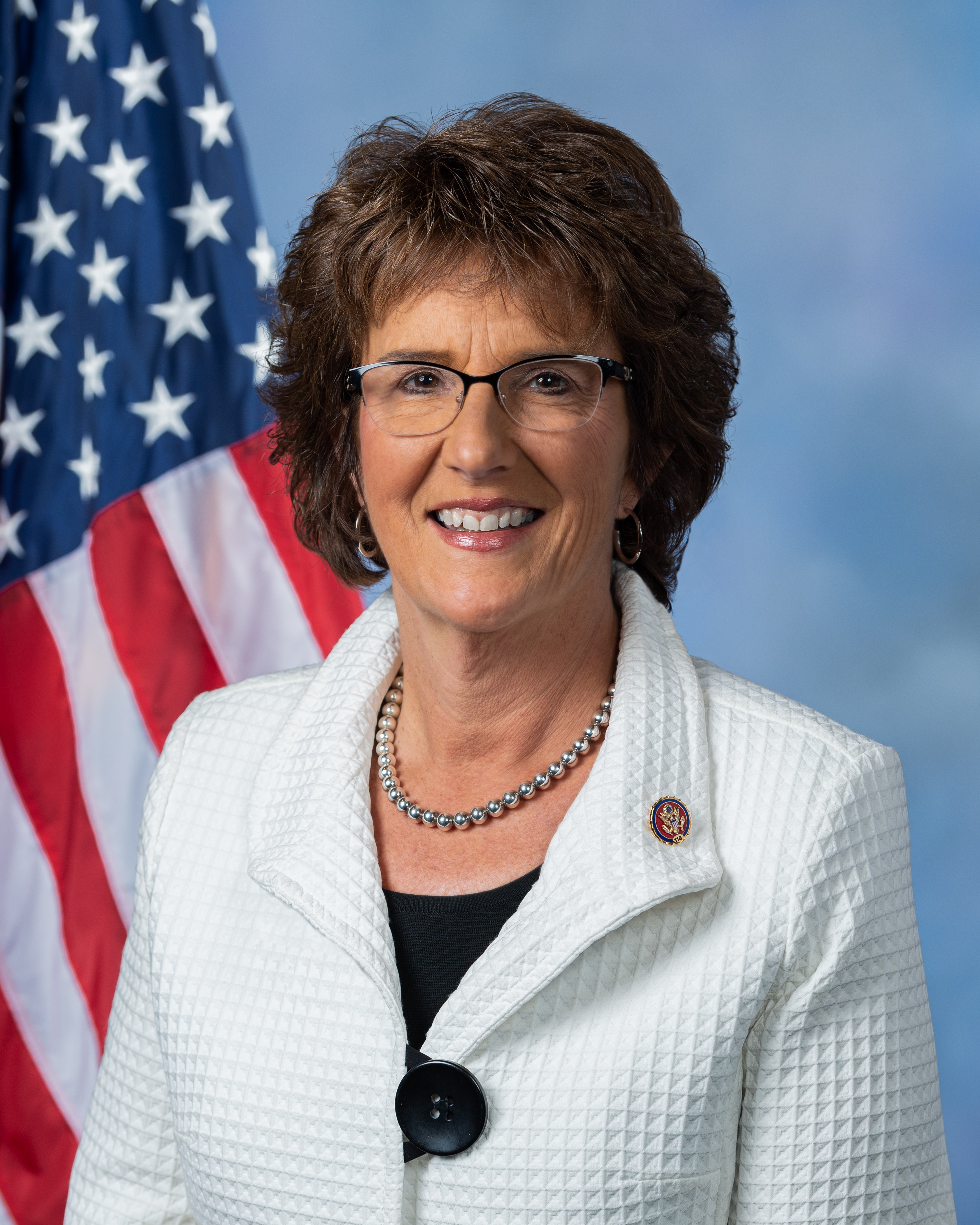
Jackie Walorski (1963–2022)

### Walos
- Waloschek, Hans (1899–1985), österreichischer Architekt
- Waloschek, Pedro (1929–2012), österreichischer Physiker

### Walow
- Walow, Ilija (1961–2024), bulgarischer Fußballspieler
- Walow, Petko (* 1966), bulgarischer Geistlicher, bulgarisch-katholischer Bischof
- Walowa, Jelena Alexandrowna (* 1963), russische Eiskunstläuferin und Eiskunstlauftrainerin
- Walowa, Marija Walerjewna (* 1999), russische Snowboarderin
- Walowaja, Tatjana Dmitrijewna (* 1958), russische Wirtschaftswissenschaftlerin, Politikerin und UN-Beamtin